# Samoanische Rugby-Union-Nationalmannschaft
Die samoanische Rugby-Union-Nationalmannschaft (englisch Samoa national rugby union team; samoanisch Manu Samoa) repräsentiert Samoa in der Sportart Rugby Union bei allen Länderspielen (Test Matches) der Männer. Mit Spitznamen nennen die Samoaner ihre Nationalmannschaft Manu Samoa. Die organisatorische Verantwortung trägt der 1924 gegründete Verband Rugby Samoa (samoanisch Lakapi Samoa). Samoa wird vom Weltverband World Rugby in die zweite Stärkeklasse (second tier) eingeteilt. Rugby Union gilt in Samoa als Nationalsport und der Inselstaat ist eines der wenigen Länder, in denen Rugby Union die beliebteste Sportart ist. Bisher wurden zwei samoanische Nationalspieler in die World Rugby Hall of Fame aufgenommen.
Das erste Test Match fand 1924 gegen Fidschi statt. Bis zur Namensänderung des Staates im Jahr 1997 trat die Mannschaft als Westsamoa an. Sie qualifizierte sich für neun der bisher zehn ausgetragenen Weltmeisterschaften und verpasste nur das Turnier 1987; bei den Austragungen 1991 und 1995 erreichte sie das Viertelfinale. Seit 2006 nimmt Samoa am jährlichen Pacific Nations Cup (bis 2005 am Pacific Tri-Nations) teil, wo es gegen Fidschi, Japan, Kanada, Tonga und die Vereinigten Staaten antritt. Vor jedem Spiel tanzen die Samoaner ihren traditionellen Siva Tau, um die gegnerische Mannschaft einzuschüchtern und sich selbst zu motivieren.

## Organisation
Verantwortlich für die Organisation von Rugby Union in Samoa ist der Verband Rugby Samoa, der auch unter der samoanischen Bezeichnung Lakapi Samoa auftritt. Er wurde 1924 gegründet und 1988 Vollmitglied des International Rugby Football Board (IRFB; heute World Rugby). Rugby Samoa war außerdem im Jahr 2000 Gründungsmitglied des Kontinentalverbandes Federation of Oceania Rugby Unions (FORU; heute Oceania Rugby).
Neben der eigentlichen Nationalmannschaft ruft Rugby Samoa weitere Auswahlmannschaften zusammen. Samoa A bildet die zweite Mannschaft und nimmt an der World Rugby Pacific Challenge teil. Wie andere Rugbynationen verfügt Samoa über eine U-20-Nationalmannschaft, die an den entsprechenden Weltmeisterschaften teilnimmt. Hinzu kommt Samoa Sevens, die Nationalmannschaft für Siebener-Rugby. Kinder und Jugendliche werden bereits in der Schule an den Rugbysport herangeführt und je nach Interesse und Talent beginnt dann die Ausbildung.
Im Rahmen der Pacific Islands Rugby Alliance organisierte der Verband ab 2004 sporadisch Spiele der Pacific Islanders, einer gemeinsamen Auswahlmannschaft der drei Pazifikstaaten Fidschi, Samoa und Tonga. 2009 kündete der samoanische Verband die Zusammenarbeit auf, da die Pacific Islanders die von den Mitgliedsverbänden erhofften finanziellen Vorteile nicht erbracht habe. Seit 2022 werden die Inseln im Stillen Ozean (faktisch die Cookinseln, Fidschi, Samoa und Tonga) in der internationalen Meisterschaft Super Rugby von der professionellen Mannschaft Moana Pasifika vertreten, die bei dem Turnier auf Mannschaften aus Australien, Neuseeland und einer aus Fidschi trifft.

## Allgemeine Situation
Samoa ist eines der wenigen Länder, in denen Rugby Union Nationalsport ist. Nur in den Cookinseln, Fidschi, Neuseeland, Tonga und Wales ist dieser Sport ähnlich beliebt. Bei fast 200.000 Einwohnern ist die Auswahl an verfügbaren talentierten Spielern im Vergleich zu anderen Ländern sehr klein, dennoch gehört Samoa konstant zu den fünfzehn besten Nationalmannschaften der Welt und ist durchaus konkurrenzfähig. Allerdings gehen dem Land zahlreiche Talente gleich wieder verloren, da sie meist in den Profiligen Australiens, Europas, Japans oder Neuseelands spielen und oft vom jeweiligen Zielland eingebürgert werden. Gemäß den Regeln von World Rugby genügt auch ein während fünf Jahren ununterbrochener Wohnsitz, um für die Nationalmannschaft eines anderen Landes spielberechtigt zu sein (bis Ende 2020 waren es sogar nur drei Jahre). Seit den 1970er Jahren zieht es besonders viele Samoaner nach Neuseeland. Die bekanntesten neuseeländischen Nationalspieler samoanischer Herkunft sind Jerry Collins, Michael Jones, Chris Masoe, Mils Muliaina, Isaia Toeava und Tana Umaga, während Manu Tuilagi für England spielt.
Die Verbände der pazifischen Staaten sind zu schwach, um den Abgang von Talenten aufhalten zu können. Bisweilen wird das systematische Abwerben ironisch mit dem Blackbirding im 19. Jahrhundert verglichen. Samoaner, die für ihr eigenes Land antreten, können zudem nicht immer frei eingesetzt werden, weil vor allem englische Vereine zögerlich bei der Gewährung von Freigaben für Länderspiele sind. Abhilfe schaffen soll die Profimannschaft Moana Pasifika, die seit der Saison 2022 in der internationalen Meisterschaft Super Rugby vertreten ist. Diesem in der neuseeländischen Stadt Auckland ansässigen Team gehören Samoaner und Tongaer sowie Neuseeländer polynesischer Herkunft an; angestrebt wird eine bewusst „pazifische“ Identität.
Das zum selben Archipel wie Samoa gehörende Amerikanisch-Samoa, ein Außengebiet der Vereinigten Staaten, verfügt über eine eigene Nationalmannschaft. Diese besitzt jedoch bei weitem nicht denselben Status und spielt nur sporadisch. In Amerikanisch-Samoa dominiert stattdessen eindeutig American Football; mehrere Dutzend Samoaner stehen in der National Football League unter Vertrag.

## Geschichte

### Bescheidener Beginn
In Westsamoa war der in anderen Gegenden Ozeaniens bereits weit verbreitete Rugbysport während der deutschen Kolonialherrschaft wenig bekannt, örtliche Zeitungen berichteten im frühen 20. Jahrhundert nur gelegentlich über Rugbyspiele in der Hauptstadt Apia. Die Situation änderte sich 1914, als Neuseeland die Inselgruppe zu Beginn des Ersten Weltkrieges militärisch besetzte und zu verwalten begann (ab 1919 formell als Völkerbundmandat). Die katholische Ordensgemeinschaft der Maristen-Schulbrüder, die hier seit 1871 tätig war, führte ab 1920 an ihren Schulen angesichts des starken neuseeländischen Einflusses mehrere Sportarten britischer Herkunft ein. Rugby entwickelte sich rasch zu der mit Abstand beliebtesten Sportart und fand in weiten Bevölkerungskreisen Anklang. Robert F. Dewey, Historiker der DePauw University, führt dies darauf zurück, dass Rugby damals eine wichtige Rolle als Ausdruck des dörflichen Stolzes und der kriegerischen Männlichkeit gespielt habe. Da etliche traditionelle Rituale mit der Kolonialisierung verschwunden waren, galt Rugby als geeigneter Ersatz für die Pflege alter Rivalitäten. Außerdem hätten die benötigten athletischen Fähigkeiten hervorragend zu jenen der Einheimischen gepasst. Eine parallele Entwicklung dazu gab es in zwei weiteren Pazifikstaaten, Fidschi und Tonga.
1924 erfolgte die Gründung der Apia Rugby Football Union (der späteren Western Samoa Rugby Football Union und der heutigen Rugby Samoa), die in den ersten Jahren noch mit der New Zealand Rugby Football Union assoziiert war. Das erste Test Match fand am 18. August 1924 in Apia gegen Fidschi statt und endete mit einer 0:6-Niederlage. Der Legende nach soll sich auf der Mittellinie des Spielfelds ein großer Baum befunden haben, doch zeitgenössische Zeitungsberichte bestätigen nichts dergleichen. Anpfiff war um sieben Uhr morgens, damit die Samoaner rechtzeitig zur Arbeit erscheinen konnten. Im zweiten Test Match gegen Fidschi einen Monat später gelang ein 9:3-Sieg. Ende Juli 1926 war erstmals Tonga zu Gast. 1928 und 1932 weilten die pazifischen Nachbarn erneut in Samoa, doch dann dauerte es bis 1947, ehe die Samoaner wieder Besucher empfingen; dabei gelang der erste Sieg über Tonga.
Regelmäßige Partien gab es erst wieder ab 1955 und aufgrund der prekären finanziellen Lage des Verbands ließen die ersten Auswärtsspiele bis 1956 auf sich warten, als die Samoaner nach Tonga reisten. 1960 weilten zum ersten Mal die New Zealand Māori, die Auswahl der neuseeländischen Ureinwohner, zu Besuch in Westsamoa. 1962 endete die neuseeländische Treuhandverwaltung und Westsamoa erlangte die Unabhängigkeit. 1963 fanden in Fidschis Hauptstadt Suva die ersten Südpazifikspiele statt, wobei Westsamoa alle vier Spiele des Rugbytunriers deutlich verlor und sich mit der Bronzemedaille zufriedengeben musste. Da die finanzielle Situation des Verbandes weiterhin sehr angespannt war, ruhte der internationale Spielbetrieb für die nächsten acht Jahre erneut.

### Zunehmende internationale Kontakte
Beim Rugbyturnier der Südpazifikspiele 1971 in Papeete (Französisch-Polynesien) traten die Rivalen aus Fidschi und Tonga nicht an. In der Gruppenphase setzte sich Westsamoa zunächst gegen die Cookinseln und Neukaledonien durch, im Halbfinale gegen Tahiti. Im Finale trafen die Samoaner erneut auf die Cookinseln und sicherten sich mit einem 23:9-Sieg den Turniersieg. 1972 empfing man Tonga zu vier Test Matches, die alle verloren gingen. Ein Jahr später hatte Westsamoa auch gegen die besuchenden New Zealand Māori keine Chance. Im Juni 1975 war Tonga erneut für vier Spiele zu Gast; dabei gelangen zwei Siege, die ersten über diesen Gegner seit fast drei Jahrzehnten.
Tupuola Efi, Verbandspräsident und Premierminister in einer Person, hatte sich zum Ziel gesetzt, den damals bescheidenen Status des samoanischen Rugbysports anzuheben. Dies war nur mit mehr Spielen gegen gleichwertige oder stärkere Gegner möglich. Aus diesem Grund organisierte er 1976 eine Spendenkampagne, um die erste Tour der Nationalmannschaft nach Neuseeland zu finanzieren. Die Kampagne übertraf ihr selbst gestecktes Ziel und dem Verband war es möglich, eine repräsentative Auswahl zusammenzustellen. Während der vier Wochen dauernden Tour trat sie gegen sechs regionale Auswahlteams der neuseeländischen Meisterschaft an und verlor fünfmal. In Test Matches gegen die New Zealand Māori kamen zwei weitere Niederlagen hinzu. Zwei Begleiter der Mannschaft setzten die Spendenkampagne bei der samoanischen Diaspora fort, womit sie die Grundlage für weitere Touren in der Zukunft und die Stärkung der Verbandsstrukturen schufen. Dass die in Neuseeland gewonnenen Erkenntnisse vor allem in taktischer Hinsicht noch nicht ausreichend waren, um international bestehen zu können, zeigte sich bei den Südpazifikspielen 1979. Nach dem zweiten Platz in der Gruppenphase mit Salomonen, Tonga und Tahiti, unterlag Westsamoa im Halbfinale dem Gastgeber Fidschi mit 13:16 und im Spiel um Platz drei überraschend Neukaledonien mit 8:9.
Der 1982 eingeführte, jährlich stattfindende Wettbewerb Pacific Tri-Nations schuf regelmäßigere Spielmöglichkeiten für die drei führenden Rugbynationen des Pazifiks und ersetzte die bisher sporadischen Touren untereinander. Westsamoa entschied die erste Austragung mit zwei Auswärtssiegen für sich, wobei der Erfolg gegen Fidschi der erste seit 1924 war. Die Südpazifikspiele 1983 fanden zuhause in Apia statt. Westsamoa setzte sich in der Gruppenphase des Rugbyturniers mit Siegen gegen Amerikanisch-Samoa, die Cookinseln, Papua-Neuguinea, Tokelau und Tonga durch. Nach dem Halbfinalsieg über Neukaledonien musste sich der Gastgeber im Finale jedoch Fidschi mit 10:18 geschlagen geben. Im März 1985 beschloss der International Rugby Football Board (IRFB; heute World Rugby), der damals noch sehr exklusiv war und nur acht Mitglieder umfasste, die Einführung der Rugby-Union-Weltmeisterschaft. Bei der ersten Austragung 1987 sollten neun Startplätze durch Einladungen vergeben werden (IRFB-Mitglied Südafrika fehlte wegen des Apartheid-Boykotts). Während die ozeanischen Rivalen Fidschi und Tonga beide eine Einladung erhielten, wurde Westsamoa nicht berücksichtigt; ausschlaggebend dürfte die mangelnde Erfahrung gegen stärker eingestufte Nationalmannschaften gewesen sein.
Nach der durchaus kontroversen Nichteinladung unternahm der samoanische Verband verschiedene Schritte, um zu mehr internationaler Anerkennung zu gelangen. 1986 tourte die walisische Nationalmannschaft durch den Südpazifik und war das erste Team von außerhalb Ozeaniens, das gegen Westsamoa antrat. Obwohl die spielerischen Fähigkeiten der Gastgeber weitgehend unbekannt waren, gestand die Welsh Rugby Union der Begegnung am 14. Juni den offiziellen Test-Match-Status zu. Die Samoaner führten zur Halbzeit etwas überraschend mit 14:7, mussten sich aber letztlich mit 14:32 geschlagen geben. 1988 erfolgte der IRFB-Beitritt des Verbandes als Vollmitglied, was dazu führte, dass von nun an fast alle Begegnungen mit den bedeutenden Rugbynationen als Test Matches zählten. Im selben Jahr trat Peter Schuster das neu geschaffene Amt des Nationaltrainers an. Außerdem begann der Verband, gezielt im Ausland lebende Rugbyspieler samoanischer Herkunft für die Nationalmannschaft anzuwerben. In der Regel handelte es sich dabei um die Nachkommen von Arbeitsmigranten, die in den 1950er bis 1970er Jahren nach Neuseeland gezogen waren. 1995 bestand schließlich etwa die Hälfte des Kaders aus solchen Spielern.

### Erste Weltmeisterschaftsteilnahmen
Im Herbst 1988 unternahmen die Westsamoaner erstmals überhaupt eine Tour nach Übersee, genauer nach Wales und Irland. Sie dauerte rund fünf Wochen und umfasste zwei Test Matches gegen die walisische und die irische Nationalmannschaft, die beide verloren gingen. Von den acht übrigen Spielen gegen Vereine und Auswahlteams konnten vier gewonnen werden. 1989 fanden die Pacific Tri-Nations ausnahmsweise nicht statt, hingegen gab es eine weitere mehrwöchige Europatour. Während die Test Matches gegen die Bundesrepublik Deutschland und Belgien mit deutlichen Siegen endeten, resultierte gegen Rumänien eine knappe Niederlage. Weitere Spiele gegen Auswahlteams standen in der Sowjetunion, England und Frankreich an. Insgesamt war die Bilanz positiv. Im April 1990 schaffte Westsamoa bei einem Turnier in Tokio mit zum Teil deutlichen Siegen über Südkorea, Tonga und Japan problemlos die Qualifikation für die nächste WM-Endrunde.
Sowohl 1990 als auch 1991 entschied Westsamoa die Pacific Tri-Nations für sich. Bei den Südpazifikspielen 1991 in Port Moresby, der Hauptstadt Papua-Neuguineas, nahmen die Samoaner letztmals am Rugbyturnier teil. Nach dem Halbfinalsieg über die Salomonen setzten sie sich im Finale gegen Amerikanisch-Samoa mit 34:7 durch. Einen Monat nach diesem Turniersieg folgte die lang ersehnte Teilnahme an der Weltmeisterschaft 1991, die in den Ländern der damaligen Five Nations ausgetragen wurde. Im Vorfeld galten die Samoaner als völlig chancenlos. Am 6. Oktober trafen sie in Cardiff auf Co-Gastgeber Wales und siegten völlig überraschend mit 16:13, wobei sie ihre Gegner vor allem im Angriff regelrecht zu dominieren schienen. Das Spiel brachte eines der bekanntesten Rugby-Zitate hervor: „Dem Himmel sei Dank, dass Wales nicht gegen ganz Samoa gespielt hat“ (Thank heavens Wales weren’t playing the whole of Samoa). Im zweiten Gruppenspiel unterlag Westsamoa dem späteren Weltmeister Australien knapp mit 3:9, sicherte sich dann aber mit einem klaren 35:12-Sieg über Argentinien den Einzug ins Viertelfinale. In diesem scheiterte man schließlich an Schottland mit 6:28, mit der Teilnahme an der K.-o.-Runde war jedoch die automatische Qualifikation für die nächste Endrunde verbunden.
Der Höhenflug hielt weiter an, als Westsamoa sowohl 1992 als auch 1993 die Pacific Tri-Nations für sich entschied und somit das Turnier viermal in Folge gewinnen konnte. Auch die Neuseeland-Tour im Juli 1993 verlief erfolgreich. Die Samoaner gewannen alle sieben Begegnungen mit regionalen Auswahlteams, während die beiden Länderspiele gegen die All Blacks, die nicht als Test Matches zählten, relativ knapp verloren gingen. Die Waliser revanchierten sich im Juni 1994 für die WM-Niederlage, als sie im Juni 1994 während ihrer Ozeanien-Tour Halt in Apia machten und die Samoaner mit 34:9 bezwangen. Als Vorbereitung auf die Weltmeisterschaft 1995 tourten die Samoaner knapp ein Jahr später durch das Gastgeberland Südafrika und bestritten unter anderem das erste Test Match gegen die Springboks. Bei der anschließenden WM-Endrunde konnte Westsamoa ein weiteres Mal überzeugen. Mit Siegen gegen Italien (42:18) und Argentinien (32:26) sowie einer Niederlage gegen England (22:44) stießen sie erneut ins Viertelfinale vor, wo sie mit 14:42 am Gastgeber und späteren Weltmeister scheiterten.

### Auswirkungen des Professionalismus
Als der IRFB im August 1995 sämtliche Beschränkungen bezüglich Bezahlung der Spieler aufhob und somit die professionelle Ära von Rugby Union einläutete, war dies für Samoa und die übrigen Pazifikstaaten Fluch und Segen zugleich. Einerseits konnte die Nationalmannschaft auf Profispieler zurückgreifen, die überwiegend bei Mannschaften in Neuseeland, Australien, Europa und Japan unter Vertrag standen. Andererseits lief der Verband stets Gefahr, dass diese Spieler mehr als drei Jahre ununterbrochen im Ausland verweilten und somit gemäß der Wohnsitzregel des IRFB von den dortigen Verbänden abgeworben werden konnten, wodurch sie nicht mehr für die Nationalmannschaft zur Verfügung standen. Zudem schwächte die finanzkräftige Konkurrenz die eigene Liga massiv. Um künftig mit der internationalen Konkurrenz einigermaßen mithalten zu können, waren neue Managementstrukturen unerlässlich. Der Verband gründete zusammen mit dem Investmentfonds Fay Richwhite das Joint Venture Manu Samoa Rugby Limited, das seither für die Vermarktung der Nationalmannschaft zuständig ist. Darüber hinaus investierten die Teilhaber von Fay Richwhite fünf Millionen US-Dollar aus ihrem Privatvermögen, zunächst für den Zeitraum 1995 bis 2004. Diese Zahlung rettete den Verband vor einer möglichen Insolvenz. Da aber die Manu Samoa Rugby Limited ihren Sitz in Neuseeland hat, entstand in der Öffentlichkeit der Eindruck, dass die Nationalmannschaft an ein ausländisches Unternehmen „verkauft“ worden sei.
Im November 1995 spielte Westsamoa während einer Großbritannien-Tour gegen die schottische Nationalmannschaft und schaffte in Edinburgh ein beachtliches 15:15-Unentschieden. Im Juni 1996 fand in Napier das lang ersehnte erste Test Match gegen die All Blacks statt, das mit 10:51 verloren ging. Höhepunkt einer weiteren Europatour im Spätherbst 1996 war der erste Sieg über Irland, das in Dublin mit 40:25 bezwungen wurde. In Übereinstimmung mit dem Namenswechsel des Staates im Jahr 1997 tritt die Nationalmannschaft seither nicht mehr als Westsamoa, sondern als Samoa auf. Das ozeanische WM-Qualifikationsturnier fand im September 1998 in Australien statt. Samoa unterlag zwar den Gastgebern und Fidschi, sicherte sich aber mit einem Sieg über Tonga einen der drei direkten Startplätze und entging dadurch den Relegationsspielen gegen ein europäisches Team. Im Sommer 1999 nahm Samoa erstmals an der Pacific Rim Rugby Championship teil, einem Turnier für Mannschaften im pazifischen Raum, und belegte dabei den zweiten Platz unter sechs Teilnehmern. Bei der daraufhin in den Five-Nations-Ländern stattfindenden Weltmeisterschaft 1999 schlug Samoa zunächst Japan 43:9, unterlag aber Argentinien mit 16:32. Um in die Hoffnungsrunde zu gelangen, war ein Sieg über Wales erforderlich. Wie schon acht Jahre zuvor wuchsen die Samoaner über sich hinaus und schlugen den haushohen Favoriten mit 38:31. Das Ergebnis der Hoffnungsrunde erinnerte ebenfalls an 1991, denn Samoa unterlag Schottland mit 20:35.

### Das neue Jahrtausend

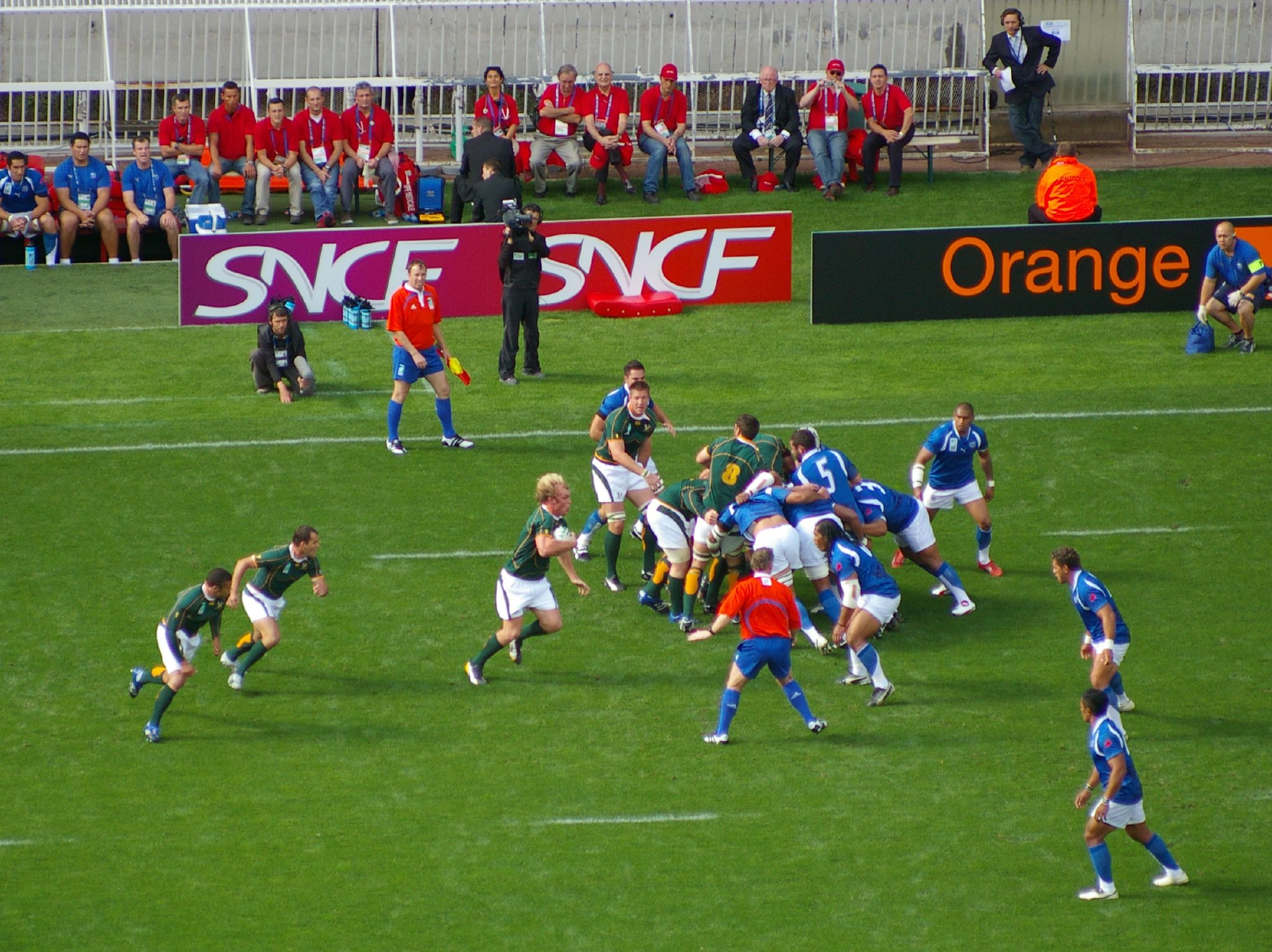
Szene aus dem Spiel Südafrika gegen Samoa bei der Weltmeisterschaft 2007

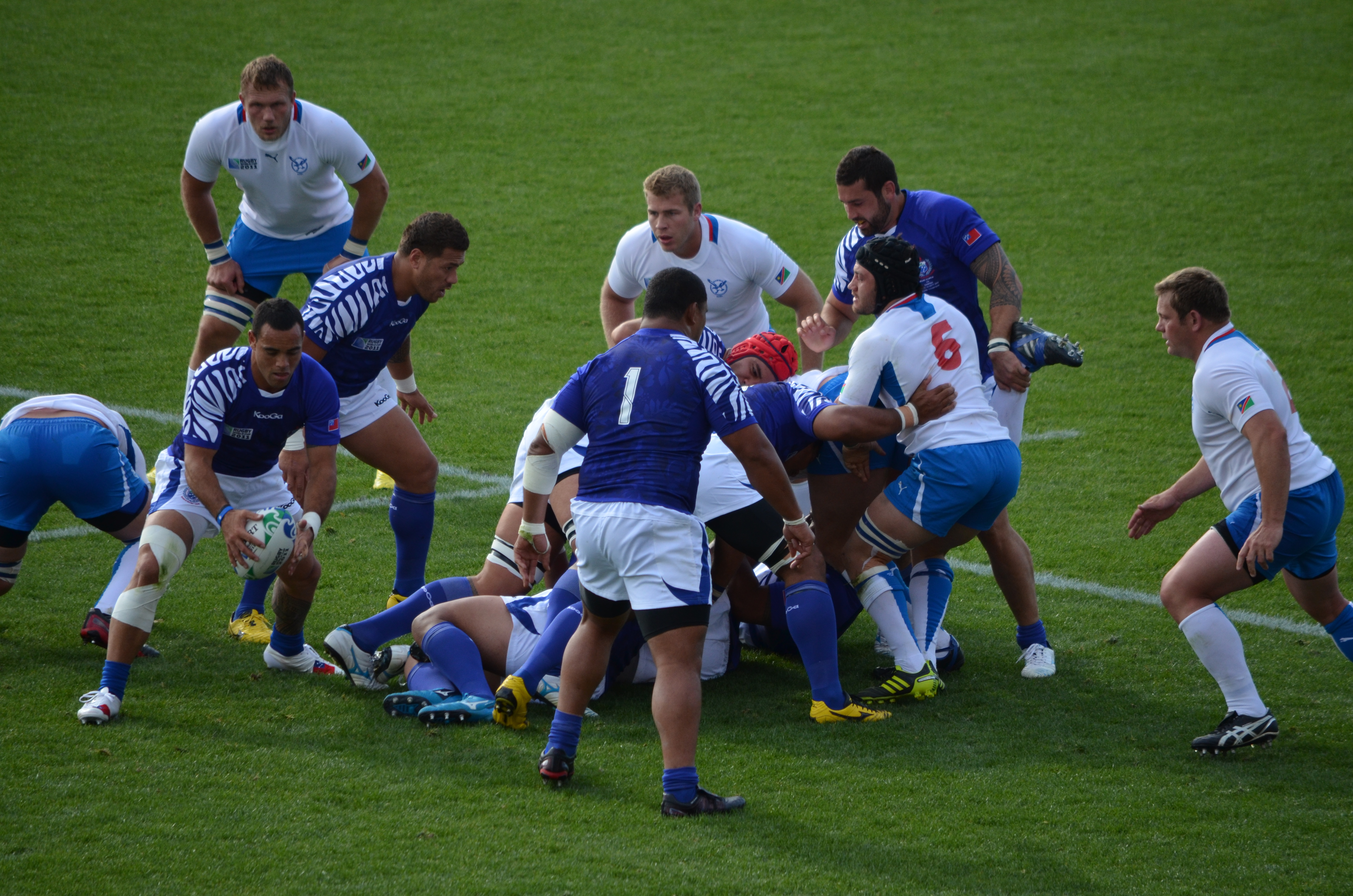
Samoa gegen Namibia bei der Weltmeisterschaft 2011

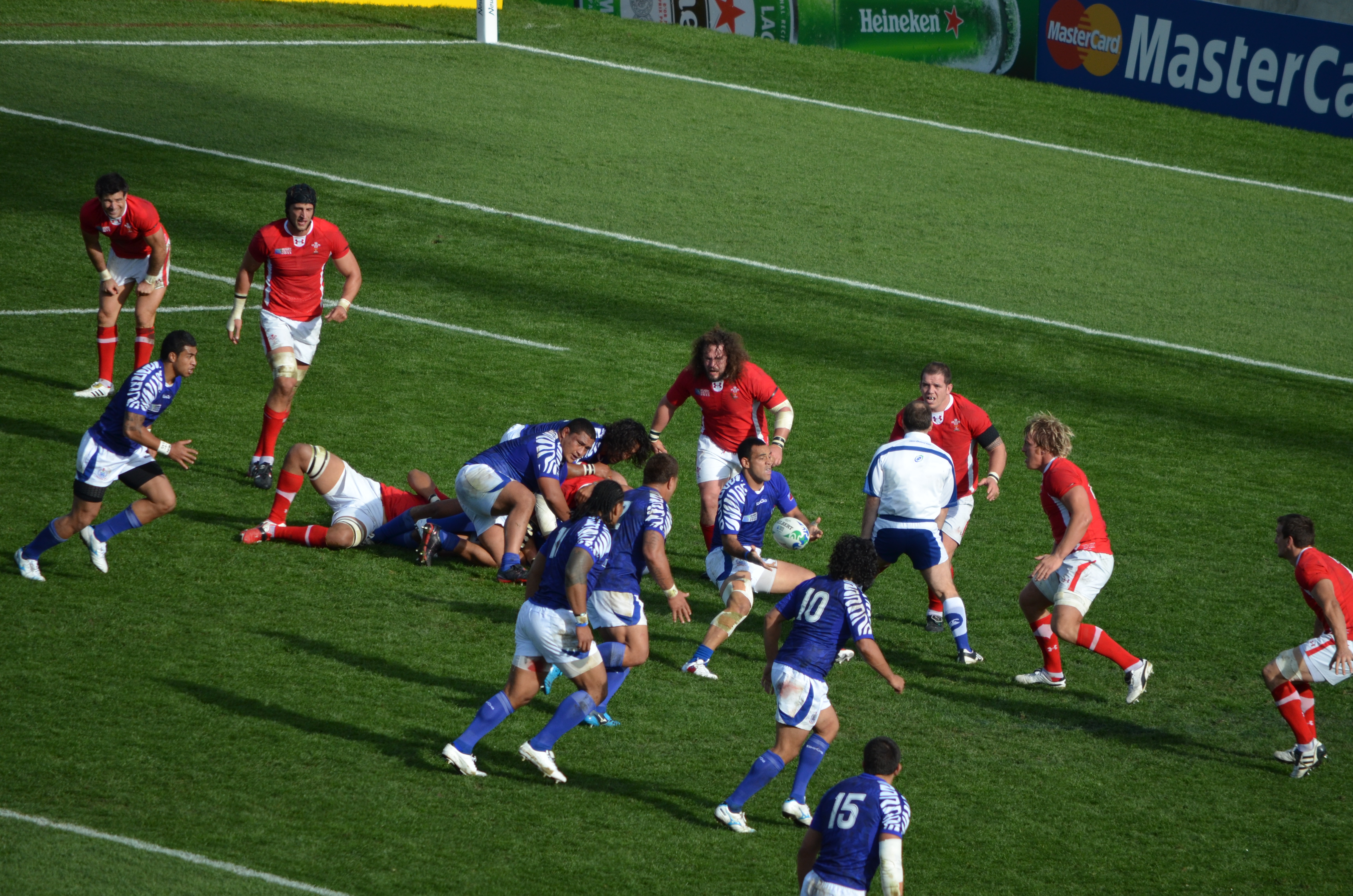
Samoa gegen Wales bei der Weltmeisterschaft 2011

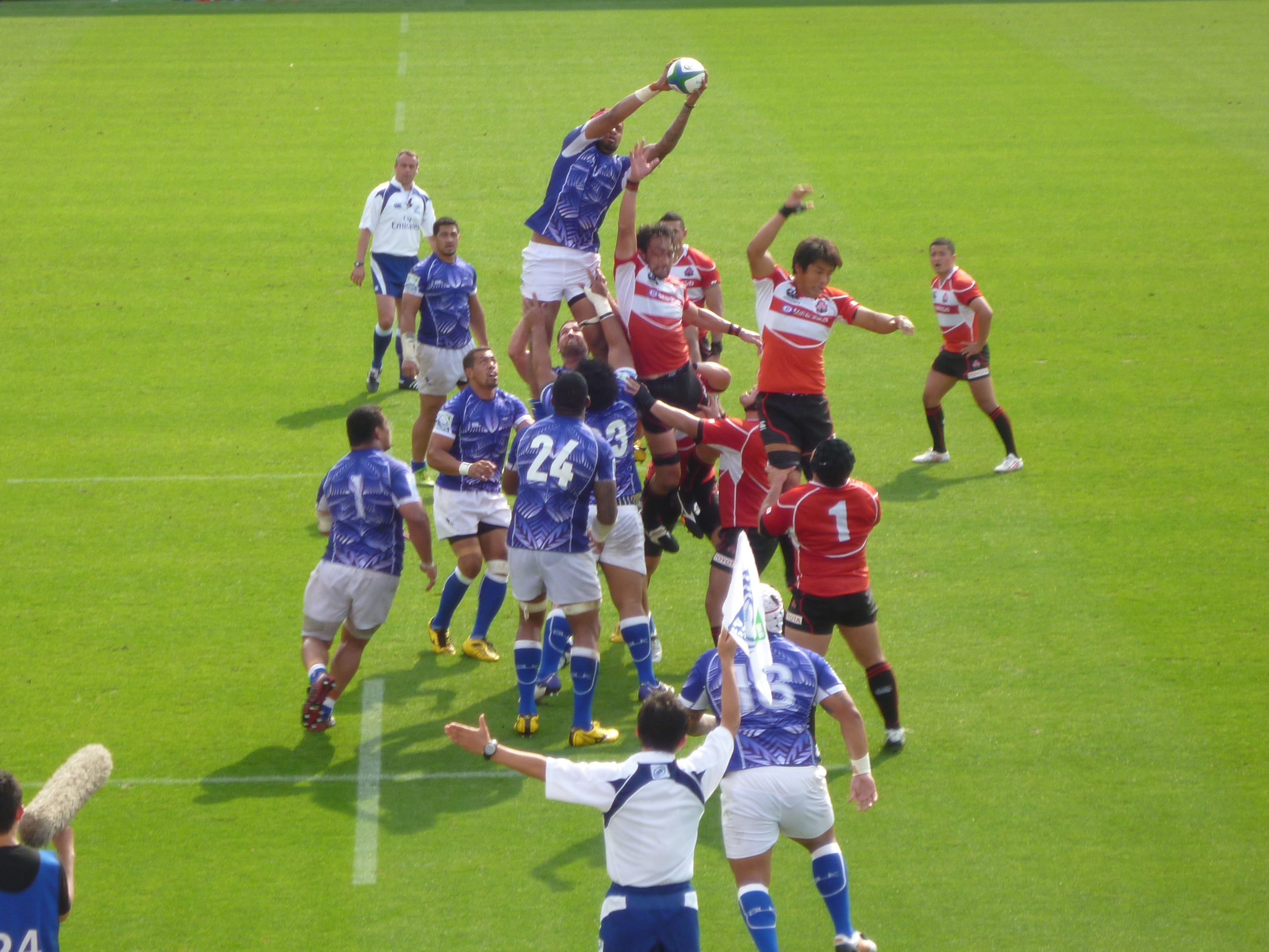
Samoa gegen Japan in Tokio (2012)

Samoa entschied die Pacific Rim Rugby Championship 2000, ein Jahr später unterlag es im Finale der letzten Austragung Fidschi mit 17:28. Die Pacific Tri-Nations 2002 dienten gleichzeitig als WM-Qualifikation. Samoa und Fidschi sicherten sich die Endrunden-Startplätze mit jeweils drei Siegen und einem Unentschieden, im Turnier selbst musste sich Samoa wegen des schlechteren Punkteverhältnisses mit dem zweiten Platz zufriedengeben. Als Vorbereitung auf die nächste Weltmeisterschaft tourten die Samoaner im Juli 2003 durch das südliche Afrika und trafen dabei erstmals auf Namibia. Es handelte sich um eine der letzten Touren nach traditioneller Art, denn an ihre Stelle traten zunehmend die Mid-year Internationals und die End-of-year Internationals mit festem Terminplan. Vor der Weltmeisterschaft 2003 in Australien waren die Samoaner in eine starke Vorrundengruppe eingeteilt worden. Sie gewannen die beiden ersten Vorrundenspiele deutlich, mit 60:13 gegen Uruguay und mit 46:9 gegen Georgien. Im dritten Vorrundenspiel gegen den späteren Weltmeister England führte Samoa rund eine Stunde lang, musste sich dann aber mit 22:35 geschlagen geben. Das abschließende 10:60 gegen Südafrika bedeuteten den dritten Gruppenplatz und somit das vorzeitige Ausscheiden.
2002 gehörte Rugby Samoa zu den Mitbegründern der Pacific Islands Rugby Alliance, mit der die Kooperation zwischen den pazifischen Rugbynationen verstärkt werden sollte. Die Mitgliedsverbände stellten im Jahr 2004 zusammen das Auswahlteam Pacific Islanders auf, das nach dem Vorbild der British and Irish Lions alle zwei Jahre anstelle der jeweiligen Nationalmannschaften mehrere Test Matches gegen die bedeutenden Rugbynationen bestritt. Mittelfristig sollte sich das Team für eine mögliche Erweiterung der Super 12 oder Tri Nations empfehlen. In insgesamt elf Spielen resultierten acht Niederlagen und drei Siege. 2009 ließ der samoanische Verband die Allianz platzen, da neben den sportlichen auch die finanziellen Ziele verpasst worden seien. Seither sind die Pacific Islanders trotz mehrerer Reaktivierungsversuche nicht mehr angetreten. Wie die anderen pazifischen Rugbynationen litt Samoa zunehmend darunter, dass die besten Spieler mittlerweile im Ausland unter Vertrag standen und von den Vereinen abhängig waren. Beispielsweise fehlten bei der Weltmeisterschaft 2003 sämtlich in England tätigen Spieler, während andere Spieler aufgrund der Wohnsitzregel fremden Nationalmannschaften angehörten. Diese und andere Benachteiligungen führten dazu, dass die Verbände Samoas, Fidschis und Tongas im Jahr 2000 federführend bei der Gründung des Kontinentalverbandes Federation of Oceania Rugby Unions (FORU, heute Oceania Rugby) waren. Die FORU strebte ein Mitentscheidungsrecht im IRB-Exekutivrat an und erhielt es 2004 auch zugesprochen. Allerdings müssen sich die über ein Dutzend Mitgliedsverbände zwei Sitze teilen und sind somit gegenüber den „großen“ Rugbynationen immer noch stark benachteiligt.
2005 gewann Samoa die letzte Austragung der Pacific Tri-Nations. Das Turnier war gleichzeitig Bestandteil der WM-Qualifikation, sodass das Team auch einen Startplatz für die nächste Endrunde sicher hatte. An die Stelle der Pacific Tri-Nations trat im folgenden Jahr das neue Format Pacific Nations Cup. Bei der ersten Austragung (zunächst Pacific 5 Nations genannt) belegte Samoa den zweiten Platz. Bei der Weltmeisterschaft 2007 in Frankreich verpassten die Samoaner erneut die Qualifikation für das Viertelfinale. Sie verloren gegen Südafrika mit 7:59, gegen Tonga mit 15:19 und gegen England mit 22:44; der abschließende 25:21-Sieg über die USA war somit ohne Bedeutung. Das andauernde Fehlen der besten Spieler war im September 2008 besonders augenfällig, als Samoa in New Plymouth zu einem Freundschaftsspiel gegen Neuseeland antrat und dabei mit 14:101 verlor; bis heute ist dies die höchste Niederlage der Nationalmannschaft. So groß der Klassenunterschied zu den wichtigsten Rugbynationen war, so groß war er auch gegenüber den meisten pazifischen Nachbarn. In der nächsten WM-Qualifikation war der Gewinner des Oceania Cup die einzige Hürde: Papua-Neuguinea wurde im Juli 2009 mit 115:7 und 73:12 regelrecht deklassiert, wobei der erste dieser Siege bis heute der höchste in der samoanischen Rugbygeschichte ist.

### Weitere Entwicklung
2010 entschied Samoa erstmals den Pacific Nations Cup für sich. Im Rahmen der Mid-year Internationals 2011 gelang eine weitere Überraschung gegen ein Team der ersten Stärkeklasse, als Australien in Sydney mit 32:23 bezwungen werden konnte; es handelte sich um den ersten Sieg über diese Mannschaft. Bei der darauf folgenden Weltmeisterschaft 2011 in Neuseeland setzten sich die Samoaner im ersten Gruppenspiel mit 49:12 gegen Namibia durch. Es folgten eine knappe 10:17-Niederlage gegen Wales und ein 27:7-Sieg über Fidschi. Um sich für das Viertelfinale zu qualifizieren, hätte zum Abschluss der amtierende Weltmeister Südafrika besiegt werden müssen. Die Samoaner hielten lange Zeit recht gut mit und mussten sich knapp mit 5:13 geschlagen geben. Der dritte Gruppenrang bedeutete die automatische Qualifikation für die nächste Endrunde. 2012 entschied Samoa zum zweiten Mal den Pacific Nations Cup für sich und bei den Mid-year Internationals 2013 gelang der erste Sieg über Schottland. Zwischenzeitlich belegte Samoa in der Weltrangliste aufgrund der guten Ergebnisse den siebten Platz, ein absoluter Spitzenwert für ein pazifisches Team. Beim Pacific Nations Cup 2015 unterlag man im Endspiel in der kanadischen Stadt Burnaby Fidschi mit 29:39.
Die Weltmeisterschaft 2015 in England verlief enttäuschend. Nur im ersten Gruppenspiel gegen die Vereinigten Staaten behielt Samoa die Oberhand und setzte sich mit 25:16 durch. Es folgten Niederlagen gegen Südafrika (6:46), Japan (5:26) und Schottland (33:36). Das Team belegte nur den vierten Gruppenrang und verpasste somit einen Fixstartplatz für die nächste Endrunde. Samoa rutschte daraufhin in der Weltrangliste deutlich ab. Dafür verantwortlich war insbesondere eine ab Juni 2017 andauernde Niederlagenserie, bei der neun Spiele in Folge verloren gingen – so viele wie nie zuvor. Davon betroffen war auch die WM-Qualifikation. So mussten die Samoaner im Juli 2018 zu einem interkontinentalen Play-off gegen Deutschland antreten. Mit zwei Siegen (66:15 zuhause in 42:28 auswärts in Heidelberg) beendeten sie die Negativserie und sicherten sich die WM-Teilnahme. Die Weltmeisterschaft 2019 verlief ähnlich wie jene vier Jahre zuvor. Auf den Startsieg über Russland (34:9) folgten deutliche Niederlagen gegen Schottland (0:34), Gastgeber Japan (19:38) und Irland (5:47). Wieder belegte Samoa den vierten Platz und verfehlte erneut den angestrebten Fixstartplatz für die nächste Endrunde.
Aufgrund der Reisebeschränkungen während der COVID-19-Pandemie konnte 2020 kein einziges Spiel ausgetragen werden und auch 2021 war der Spielkalender stark eingeschränkt. Durchgeführt werden konnten zwei WM-Qualifikationsspiele gegen Tonga, die beide gewonnen werden konnten, womit man sich für die Endrunde qualifizierte. Alle drei Spiele der Samoaner während den End-of-year Internationals 2021 mussten wegen positiven COVID-19-Tests abgesagt werden.
Zu Beginn des Jahres 2022 setzte World Rugby eine neue Regelung in Kraft, die für die pazifischen Staaten als sehr vorteilhaft gilt. Demnach können Nationalspieler einer „großen“ Rugbynation einen Nationenwechsel vollziehen, ungeachtet der Anzahl bisher absolvierter Test Matches. Dazu müssen seit dem letzten Länderspieleinsatz 36 Monate vergangen und der Spieler muss in dem entsprechenden Land geboren sein; ein Wechsel ist auch bei einem dort geborenen Eltern- oder Großelternteil möglich. Dementsprechend waren auf diese Weise zahlreiche Spieler samoanischer, fidschianischer und tongaischer Herkunft bei der Weltmeisterschaft 2023 für ihre ursprüngliche Heimat spielberechtigt. Beim Pacific Nations Cup 2022 blieben die Samoaner unbesiegt und sicherten sich ihren vierten Titel. Während der Vorrunde in Frankreich bezwang Samoa den Debütanten Chile (43:10), worauf drei knappe Niederlagen gegen Argentinien (10:19), Japan (22:28) und England (17:18) folgten.

## Trikot, Logo und Spitzname
Samoa spielt traditionell in blauen Trikots mit roten Farbakzenten, weißen Hosen und blauen Socken. Das Auswärtstrikot ist weiß mit blauen und roten Farbakzenten, blauen Hosen und weißen Socken.
Aktueller Trikotausrüster der samoanischen Mannschaft ist der italienische Hersteller Macron. Auf den Trikots erscheint das Verbandslogo auf der rechten Seite, das Ausrüsterlogo links und das Sponsorenlogo in der Mitte.
Das Logo des Verbandes Rugby Samoa zeigt das Wappen Samoas mit dem Schriftzug Samoa Rugby Union darunter. Auf dem Emblem ist das Kreuz des Südens abgebildet, das Nationalsymbol Samoas. Der Spitzname der Nationalmannschaft lautet Manu Samoa.

## Trikotausrüster und -sponsoren
Seit den 1980er Jahren traten die folgenden Trikotausrüster und -sponsoren in Erscheinung:
| Zeitraum  | Ausrüster     | Sponsor                                                                |
| --------- | ------------- | ---------------------------------------------------------------------- |
| 1986–1988 | Umbro         | –                                                                      |
| 1988–1992 | Canterbury    | –                                                                      |
| 1992–1994 | Canterbury    | Telecom New Zealand                                                    |
| 1994–1996 | Canterbury    | Vailima                                                                |
| 1996–1998 | Reebok        | Vailima                                                                |
| 1998      | Reebok        | Newcall                                                                |
| 1999      | Adidas        | Newcall                                                                |
| 1999–2003 | Adidas        | –                                                                      |
| 2004–2005 | Puma          | –                                                                      |
| 2005–2009 | Puma          | Samoa International Finance Authority                                  |
| 2010–2011 | KooGa         | Samoa International Finance Authority                                  |
| 2012–2013 | BLK           | Digicel                                                                |
| 2014–2015 | Canterbury    | Cromwell Property Group (Vorderseite), Redefine Properties (Rückseite) |
| 2015      | BLK           | Cromwell Property Group (Vorderseite), Redefine Properties (Rückseite) |
| 2016      | BLK           | Bluesky Communications                                                 |
| 2016–2017 | LE Sportswear | Bluesky Communications                                                 |
| 2017      | LE Sportswear | Magnum Hire (Vorderseite) Henderson Cars (Rückseite) Invest Samoa      |
| 2018–2021 | BLK           | Grey Investment Group                                                  |
| 2021      | Dynasty Sport |                                                                        |
| 2021–2022 | Castore       | Grey Investment Group                                                  |
| 2022      | Castore       | Aramis Rugby (Vorderseite) Samoa IBFC (Rückseite)                      |
| seit 2023 | Macron        |                                                                        |

## Der Siva Tau

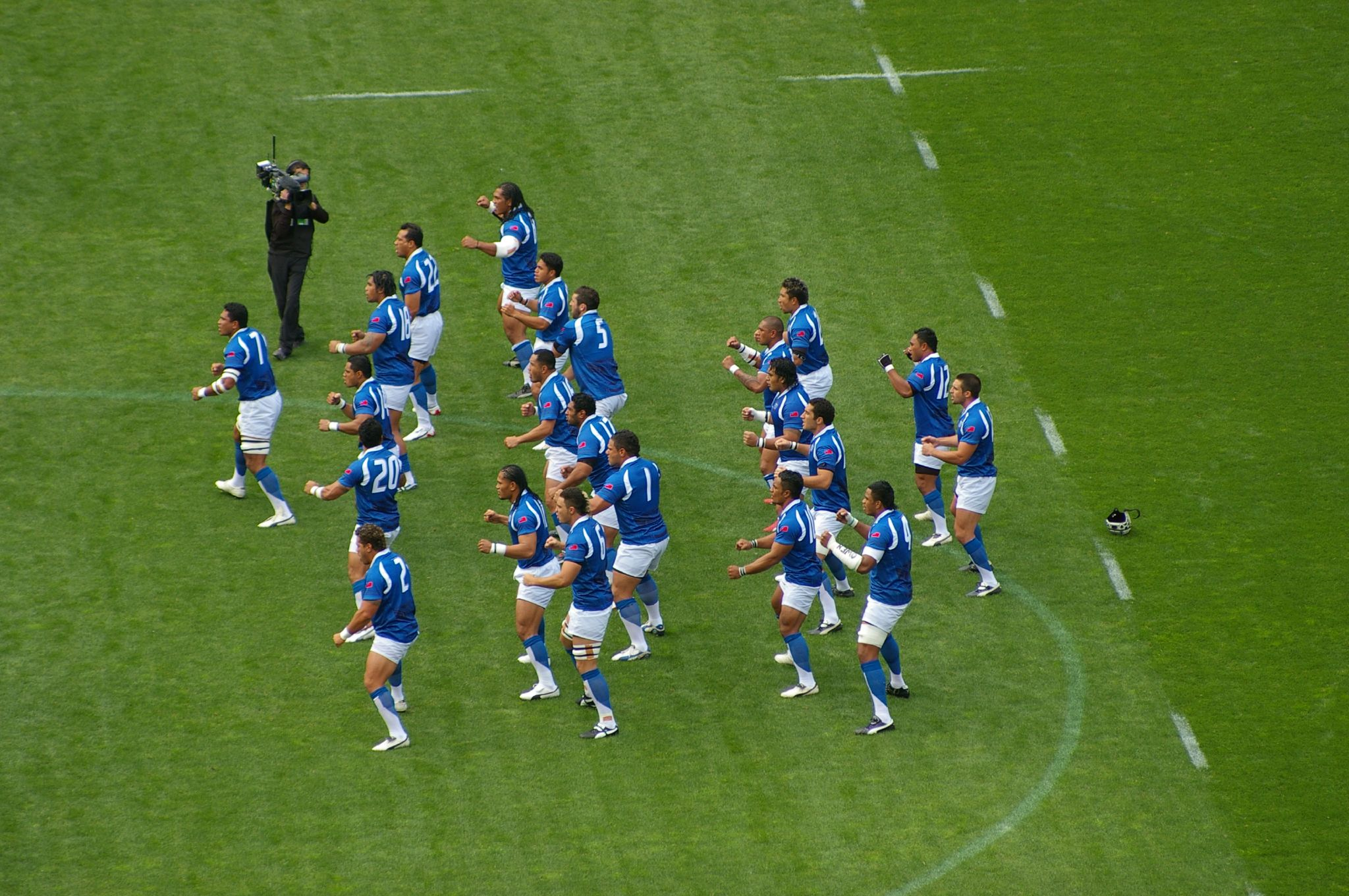
WM 2007: Vor dem Spiel gegen Südafrika führen die Samoaner den Siva Tau vor

Vor jedem Spiel tanzen die samoanischen Spieler den Siva Tau, der Ähnlichkeiten mit dem Haka der neuseeländischen All Blacks aufweist. Dieser Kriegstanz soll den Gegner einschüchtern und sich selbst Mut zu machen. Auch die Nationalmannschaft im Australian Football verwendet diesen Tanz. Vor 1991 wurde der traditionelle Ma’ulu’ulu Moa getanzt; der Siva Tau gilt als aggressiver und daher als besser geeignet, um die Spieler einzustimmen.
| Samoanisch | Deutsch |
| Le Manu Samoa e ua malu ona fai o le faiva (2×) Le Manu Samoa lenei ua ou sau Leai se isi Manu oi le atu laulau Ua ou sau nei ma le mea atoa O lou malosi ua atoatoa Ia e faatafa ma e soso ese Leaga o lenei manu e uiga ese Le Manu Samoa Le Manu Samoa e o mai I Samoa hi | Manu Samoa, mögest du erfolgreich sein (2×) Manu Samoa, hier komme ich Es gibt nirgends ein anderes Manu (Team) Hier komme ich, vollkommen vorbereitet Meine Stärke ist auf ihrem Höhepunkt Mach Platz und geh zur Seite Weil dieses Manu einzigartig ist Manu Samoa Manu Samoa herrscht von Samoa aus |

## Stadion
Heimstadion Samoas ist der Apia Park in der Hauptstadt Apia, mit einer Kapazität von 8.000 Zuschauern. Das Stadion wurde 1924 eröffnet und war seither Austragungsort sämtlicher Heimspiele.

## Test Matches

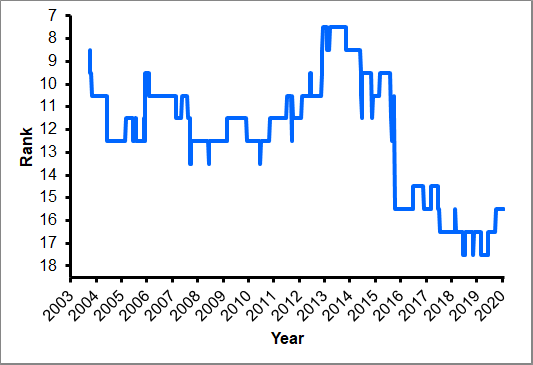
Samoas Position in der World-Rugby-Weltrangliste seit dem 10. Oktober 2003

Samoa hat 129 seiner bisher 292 Test Matches gewonnen, was einer Gewinnquote von 44,18 % entspricht. Die Statistik der Test Matches von Samoa gegen alle Nationen, alphabetisch geordnet, ist wie folgt (Stand: 13. August 2025):
| Land               | Spiele | Gewonnen | Unent- schieden | Verloren | % Siege |
| ------------------ | ------ | -------- | --------------- | -------- | ------- |
| Amerikanisch-Samoa | 2      | 2        | 0               | 0        | 100,00  |
| Argentinien        | 5      | 3        | 0               | 2        | 60,00   |
| Australien         | 6      | 1        | 0               | 5        | 16,67   |
| Belgien            | 1      | 1        | 0               | 0        | 100,00  |
| Chile              | 2      | 1        | 0               | 1        | 50,00   |
| Cookinseln         | 3      | 3        | 0               | 0        | 100,00  |
| Deutschland        | 3      | 3        | 0               | 0        | 100,00  |
| England            | 9      | 0        | 0               | 9        | 0,00    |
| Fidschi            | 60     | 21       | 3               | 36       | 35,00   |
| Frankreich         | 4      | 0        | 0               | 4        | 0,00    |
| Georgien           | 6      | 2        | 1               | 3        | 33,33   |
| Irland             | 8      | 1        | 0               | 7        | 12,50   |
| Italien            | 9      | 5        | 0               | 4        | 55,56   |
| Japan              | 19     | 12       | 0               | 7        | 63,16   |
| Kanada             | 6      | 6        | 0               | 0        | 100,00  |
| Namibia            | 2      | 2        | 0               | 0        | 100,00  |
| Neukaledonien      | 3      | 2        | 0               | 1        | 66,67   |
| Neuseeland         | 6      | 0        | 0               | 6        | 0,00    |
| Māori All Blacks   | 12     | 0        | 0               | 12       | 0,00    |
| Papua-Neuguinea    | 3      | 3        | 0               | 0        | 100,00  |
| Rumänien           | 3      | 1        | 0               | 2        | 33,33   |
| Russland           | 1      | 1        | 0               | 0        | 100,00  |
| Salomonen          | 2      | 2        | 0               | 0        | 100,00  |
| Schottland         | 13     | 1        | 1               | 11       | 7,69    |
| Südkorea           | 1      | 1        | 0               | 0        | 100,00  |
| Südafrika          | 9      | 0        | 0               | 9        | 0,00    |
| Spanien            | 2      | 2        | 0               | 0        | 100,00  |
| Tahiti             | 2      | 2        | 0               | 0        | 100,00  |
| Tokelau            | 1      | 1        | 0               | 0        | 100,00  |
| Tonga              | 71     | 40       | 4               | 27       | 56,34   |
| Uruguay            | 1      | 1        | 0               | 0        | 100,00  |
| Vereinigte Staaten | 8      | 6        | 0               | 2        | 75,00   |
| Wales              | 10     | 4        | 0               | 6        | 40,00   |
| Gesamt             | 292    | 129      | 9               | 154      | 44,18   |

## Erfolge

### Weltmeisterschaften
Samoa hat sich bisher für fast jede Weltmeisterschaft qualifiziert, mit Ausnahme des Turniers 1987. Das beste Resultat bisher waren jeweils das Erreichen des Viertelfinales bei den Turnieren 1991 und 1995.
| Jahr | Resultat         | Spiele           | Siege            | Unent.           | Ndlg.            | +/-              | Punkte           |
| ---- | ---------------- | ---------------- | ---------------- | ---------------- | ---------------- | ---------------- | ---------------- |
| 1987 | nicht eingeladen | nicht eingeladen | nicht eingeladen | nicht eingeladen | nicht eingeladen | nicht eingeladen | nicht eingeladen |
| 1991 | Viertelfinale    | 4                | 2                | 0                | 2                | 60:72            | 7                |
| 1995 | Viertelfinale    | 4                | 2                | 0                | 2                | 110:130          | 7                |
| 1999 | Hoffnungsrunde   | 4                | 2                | 0                | 2                | 117:107          | 4                |
| 2003 | Vorrunde         | 4                | 2                | 0                | 2                | 138:117          | 10               |
| 2007 | Vorrunde         | 4                | 1                | 0                | 3                | 69:143           | 5                |
| 2011 | Vorrunde         | 4                | 2                | 0                | 2                | 91:49            | 10               |
| 2015 | Vorrunde         | 4                | 1                | 0                | 3                | 69:124           | 6                |
| 2019 | Vorrunde         | 4                | 1                | 0                | 3                | 58:128           | 6                |
| 2023 | Vorrunde         | 4                | 1                | 0                | 3                | 92:75            | 7                |
| 2027 | noch ausstehend  | noch ausstehend  | noch ausstehend  | noch ausstehend  | noch ausstehend  | noch ausstehend  | noch ausstehend  |
| 2031 | noch ausstehend  | noch ausstehend  | noch ausstehend  | noch ausstehend  | noch ausstehend  | noch ausstehend  | noch ausstehend  |

### Pacific Tri-Nations
Die Pacific Tri-Nations waren das traditionelle jährliche Turnier zwischen den drei pazifischen Rugbynationen Fidschi, Samoa und Tonga. Dabei gelangen zehn Turniersiege.
- Turniersiege (10): 1982, 1990, 1991, 1992, 1993, 1997, 1999, 2000, 2001, 2005

### Pacific Nations Cup
Das einzige jährliche Turnier Samoas ist der Pacific Nations Cup, wobei man gegen Fidschi und Tonga spielt. Dabei gelangen vier Turniersiege.
- Turniersiege (4): 2010, 2012, 2014 (geteilt), 2022

### Pacific Rim Rugby Championship
Samoa nahm dreimal an der Pacific Rim Rugby Championship teil und konnte das Turnier einmal für sich entscheiden.
- Turniersiege (1): 2000

### Südpazifikspiele
Samoa nahm fünfmal am Rugbyturnier der Südpazifikspiele teil und entschied es zweimal für sich.
- Turniersiege (2): 1971, 1991

### Weitere Test Matches
Während der Amateur-Ära tourte Samoa zum Teil monatelang ins Ausland, um gegen andere Nationalteams sowie Regionalauswahlen und Vereinsmannschaften anzutreten. Ebenso wurden in Samoa tourende Nationalteams empfangen. Die Touren nach alter Tradition kamen um das Jahr 2000 zum Erliegen. Heute stehen für Test Matches gegen Teams der nördlichen Hemisphäre jedes Jahr zwei Zeitabschnitte zur Verfügung. Bei den Mid-year Internationals im Juni kommen Teams aus Europa nach Samoa, bei den End-of-year Internationals im November reisen die Samoaner nach Europa. Im Gegensatz zu den meisten anderen Rugbynationen spielt Samoa dabei jedoch um keine Trophäen gegen seine Gegner.

## Spieler

### Aktueller Kader
Die folgenden Spieler bilden den Kader während des Pacific Nations Cup 2025:
| Spieler           | Position         | Verein               | Länderspiele |
| ----------------- | ---------------- | -------------------- | ------------ |
| Joel Lam          | Gedrängehalb     | Burnside Rugby Club  | 0            |
| Melani Matavao    | Gedrängehalb     | Moana Pasifika       | 22           |
| Connor Tupai      | Gedrängehalb     | San Diego Legion     | 01           |
| AJ Alatimu        | Verbinder        | Ardmore Marist Club  | 07           |
| Rodney Iona       | Verbinder        | Seattle Seawolves    | 12           |
| Melani Nanai      | Innendreiviertel | Capilano RFC         | 02           |
| Henry Taefu       | Innendreiviertel | Red Hurricanes Osaka | 12           |
| Elisapeta Alofipo | Außendreiviertel | Hunter Wildfires     | 02           |
| Tuna Tuitama      | Außendreiviertel | Ponsonby             | 05           |
| Lolagi Visinia    | Außendreiviertel | Moana Pasifika       | 03           |
| Tomasi Alosio     | Schlussmann      | Ardmore Marist       | 09           |
| Theodore Steffany | Schlussmann      | Auckland Marist      | 0            |

| Spieler           | Position             | Verein                           | Länderspiele |
| ----------------- | -------------------- | -------------------------------- | ------------ |
| Pita Anae Ah-Sue  | Hakler               | Houston Sabercats                | 01           |
| Ray Niuia         | Hakler               | Massy                            | 15           |
| Luteru Tolai      | Hakler               | Biarritz                         | 07           |
| Jarred Adams      | Pfeiler              | Suburbs Rugby Club               | 0            |
| Michael Alaalatoa | Pfeiler              | Clermont                         | 20           |
| Brad Amituanai    | Pfeiler              | Waratahs                         | 0            |
| Marco Fepulea’i   | Pfeiler              | Colomiers                        | 07           |
| Aki Seiuli        | Pfeiler              | Utah Warriors                    | 10           |
| Michael Curry     | Zweite-Reihe-Stürmer | Moana Pasifika                   | 09           |
| Ben Nee-Nee       | Zweite-Reihe-Stürmer | Kamaishi Seawaves                | 10           |
| Sam Slade         | Zweite-Reihe-Stürmer | Moana Pasifika                   | 13           |
| Niko Jones        | Flügelstürmer        | Waitemata                        | 01           |
| Iakopo Mapu       | Flügelstürmer        | Stade Français                   | 08           |
| Theo McFarland    | Flügelstürmer        | Saracens                         | 20           |
| Olajuwon Noa      | Flügelstürmer        | Seattle Seawolves                | 07           |
| Taleni Seu        | Flügelstürmer        | Toyota Industries Shuttles Aichi | 11           |

### Bekannte Spieler
Zwei samoanische Spieler wurden aufgrund ihrer herausragenden Leistungen in die World Rugby Hall of Fame aufgenommen:
| Spieler         | Position                           | Aufnahme |
| --------------- | ---------------------------------- | -------- |
| Brian Lima      | Außendreiviertel, Innendreiviertel | 2011     |
| Peter Fatialofa | Pfeiler                            | 2019     |

### Spielerstatistiken

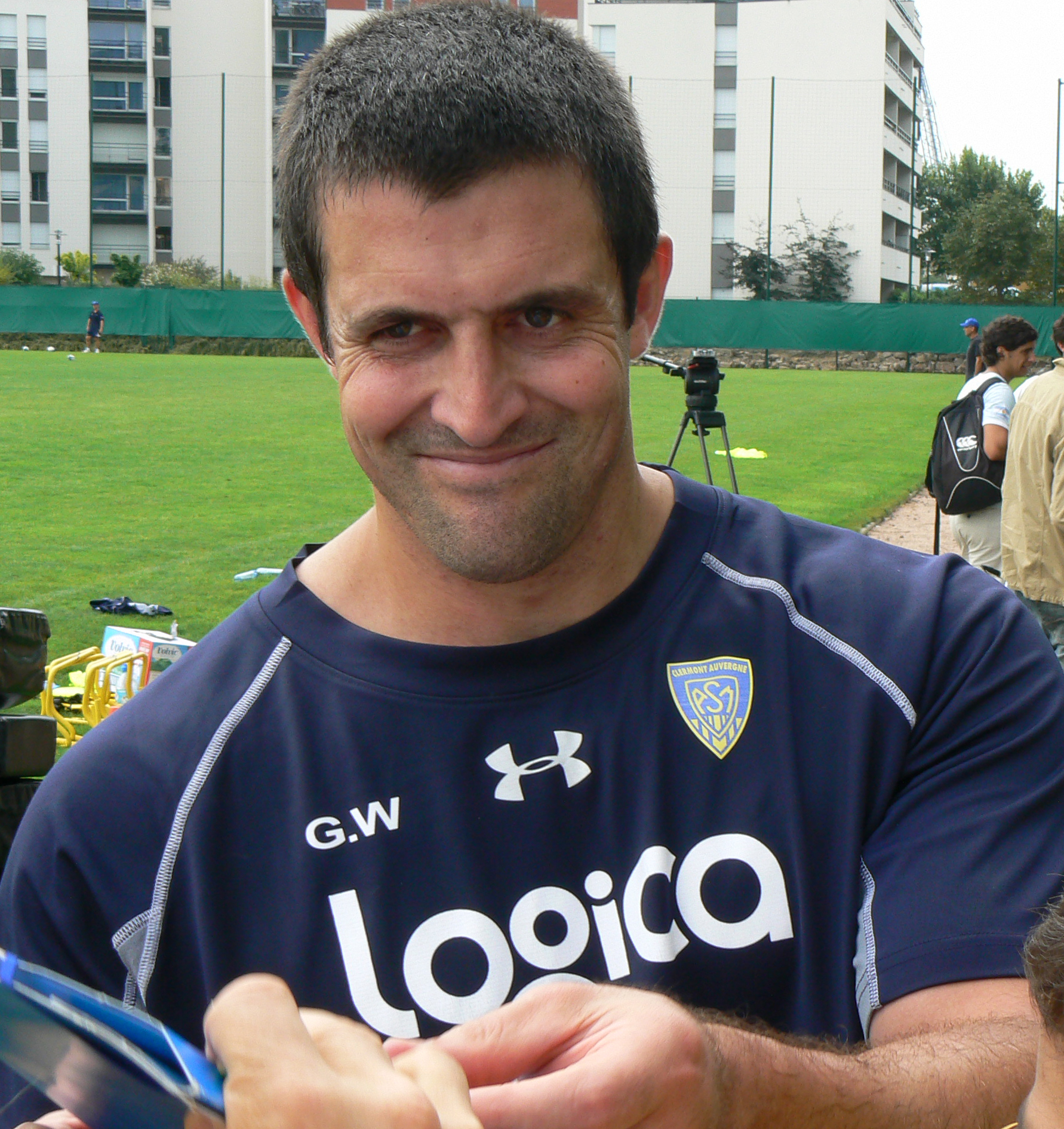
Gavin Williams (2010)
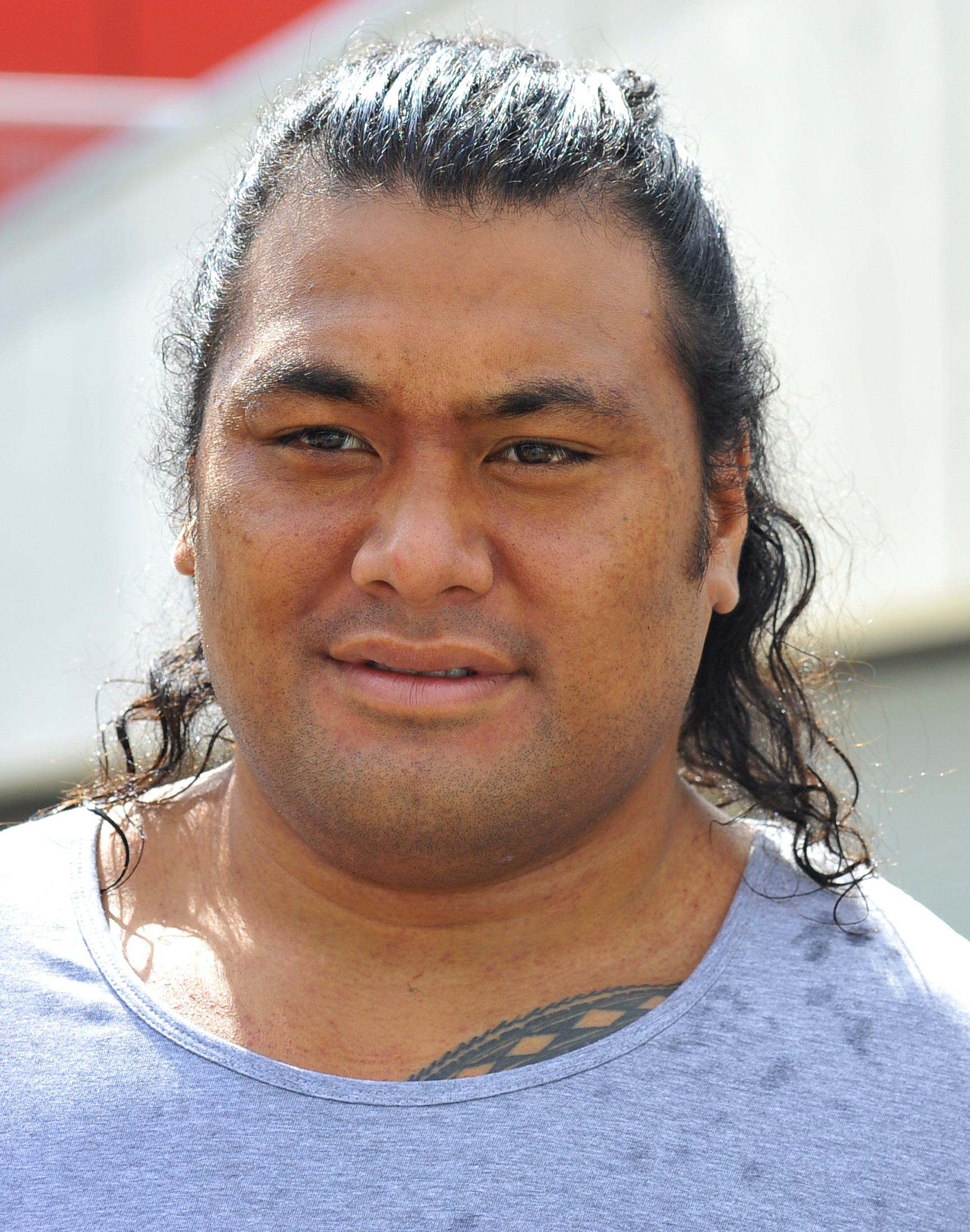
Census Johnston (2013)

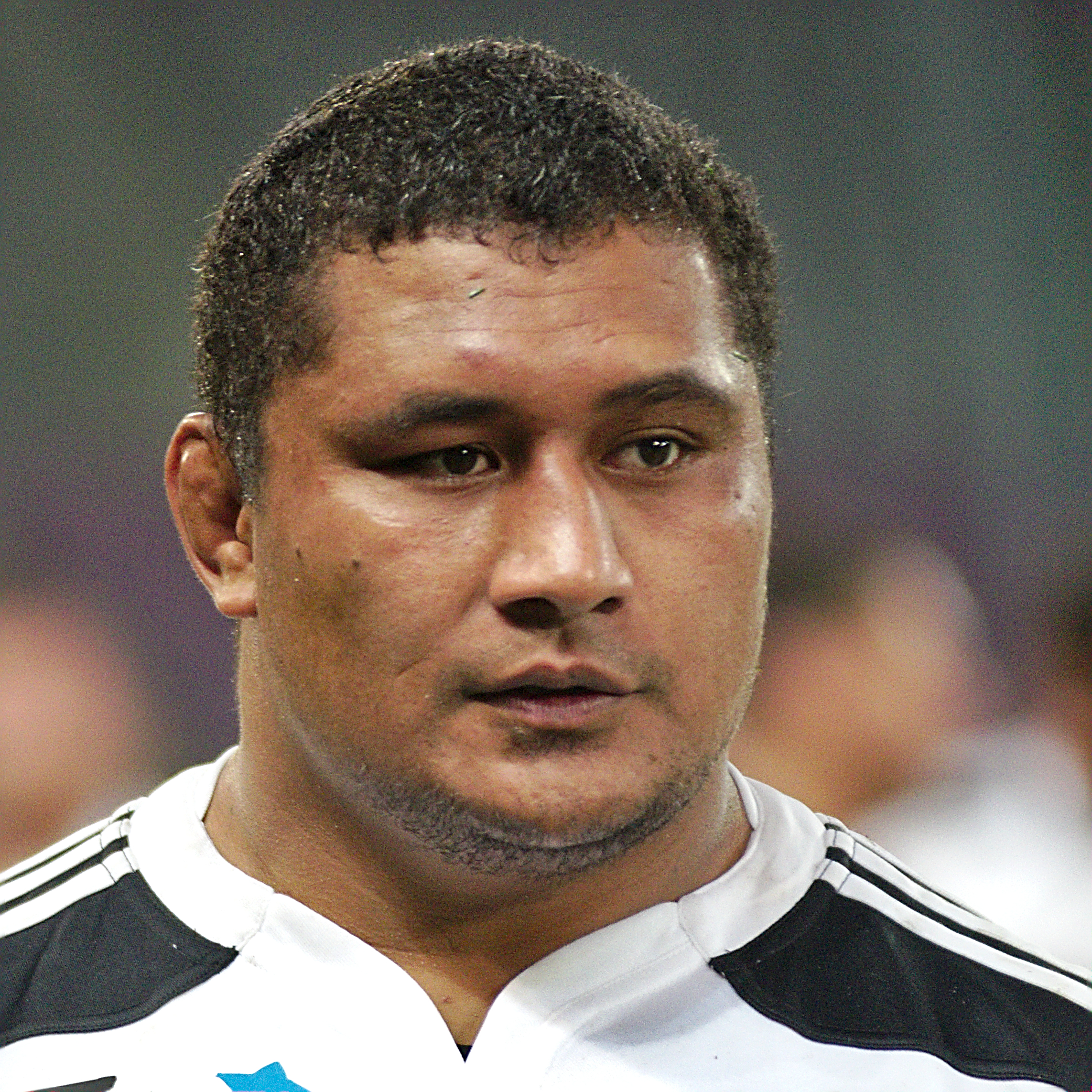
Sakaria Taulafo (2014)
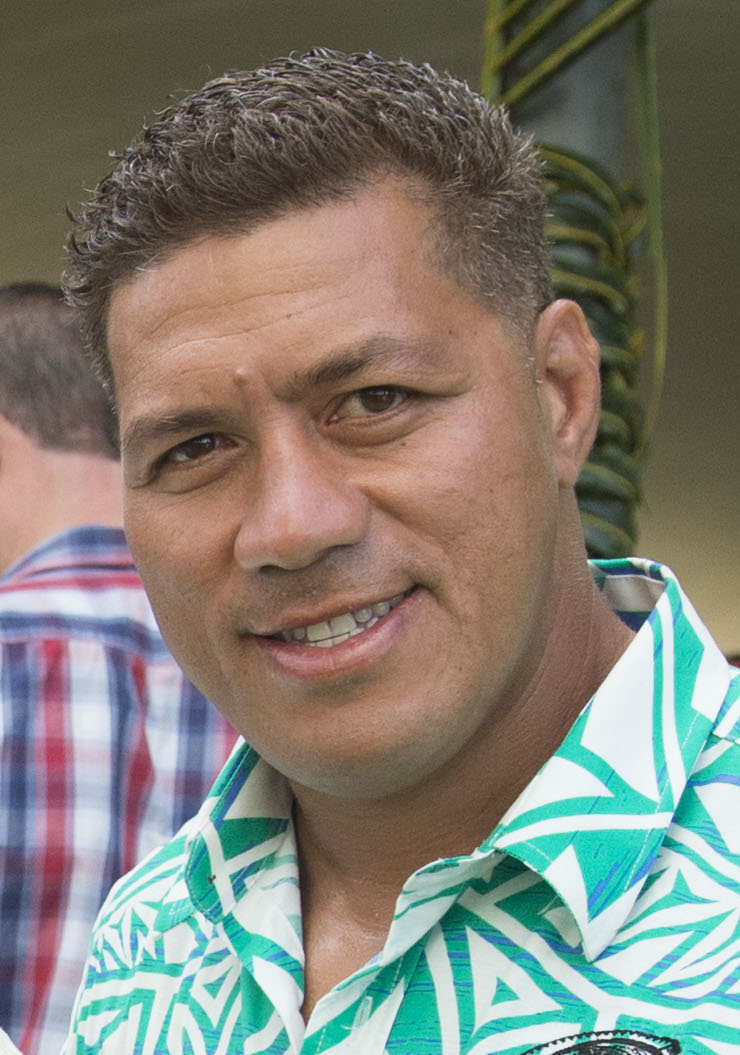
Mahonri Schwalger (2015)

Nachfolgend sind die wichtigsten Statistiken aufgelistet, die Spieler Samoas betreffen. Die mit * markierten Spieler sind noch aktiv und können sich weiter verbessern.
(Stand: September 2024)
| Rang | Name             | Zeitraum  | Spiele |
| ---- | ---------------- | --------- | ------ |
| 01   | Brian Lima       | 1991–2007 | 65     |
| 02   | Toʻo Vaega       | 1986–2001 | 61     |
| 03   | Semo Sititi      | 1999–2009 | 59     |
| 04   | Census Johnston  | 2005–2017 | 57     |
| 05   | David Lemi       | 2004–2017 | 54     |
| 06   | Jack Lam         | 2013–2022 | 44     |
| 07   | Sakaria Taulafo  | 2009–2016 | 44     |
| 08   | Opeta Palepoi    | 1998–2005 | 43     |
| 09   | Tusi Pisi        | 2011–2019 | 42     |
| 10   | Ofisa Treviranus | 2009–2018 | 42     |

| Rang | Name               | Zeitraum  | Spiele |
| ---- | ------------------ | --------- | ------ |
| 01   | Semo Sititi        | 2000–2007 | 39     |
| 02   | Pat Lam            | 1995–1999 | 23     |
| 03   | David Lemi         | 2012–2017 | 21     |
| 04   | Peter Fatialofa    | 1990–1995 | 16     |
| 05   | Mahonri Schwalger  | 2009–2011 | 13     |
| 06   | Chris Vui          | 2017–2023 | 11     |
| 07   | Michael Alaʻalatoa | 2019–2023 | 10     |
| 08   | Jack Lam           | 2018–2019 | 09     |
| 09   | George Stowers     | 2008–2009 | 07     |
| 10   | Theo McFarland *   | 2024–2024 | 06     |

| Rang | Name              | Zeitraum  | Punkte |
| ---- | ----------------- | --------- | ------ |
| 01   | Tusi Pisi         | 2011–2019 | 245    |
| 02   | Earl Vaʻa         | 1996–2003 | 174    |
| 03   | Silao Leaega      | 1997–2002 | 145    |
| 04   | Brian Lima        | 1991–2007 | 140    |
| 05   | Darren Kellett    | 1993–1995 | 137    |
| 06   | Roger Warren      | 2004–2008 | 119    |
| 07   | D’Angelo Leuila * | 2016–2024 | 106    |
| 08   | Gavin Williams    | 2007–2010 | 106    |
| 09   | Tanner Vili       | 1999–2006 | 099    |
| 10   | Alesana Tuilagi   | 2002–2015 | 090    |

| Rang | Name                               | Zeitraum                           | Versuche                           |
| ---- | ---------------------------------- | ---------------------------------- | ---------------------------------- |
| 01   | Brian Lima                         | 1991–2007                          | 29                                 |
| 02   | Alesana Tuilagi                    | 2002–2015                          | 18                                 |
| 03   | Semo Sititi                        | 1999–2009                          | 17                                 |
| 04   | Afato Soʻoalo                      | 1996–2001                          | 16                                 |
| 05   | Lome Faʻatau                       | 2000–2007                          | 14                                 |
| 06   | Toʻo Vaega                         | 1986–2001                          | 14                                 |
| 07   | David Lemi                         | 2004–2017                          | 13                                 |
| 08   | Ed Fidow                           | 2018–2023                          | 12                                 |
| 09   | George Leaupepe                    | 1995–2005                          | 10                                 |
| 10   | Drei Spieler mit je neun Versuchen | Drei Spieler mit je neun Versuchen | Drei Spieler mit je neun Versuchen |

## Trainer

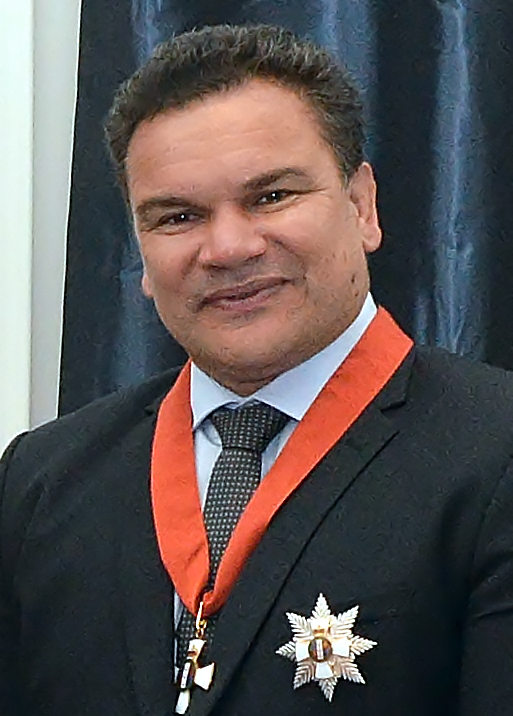
Michael Jones (2017)
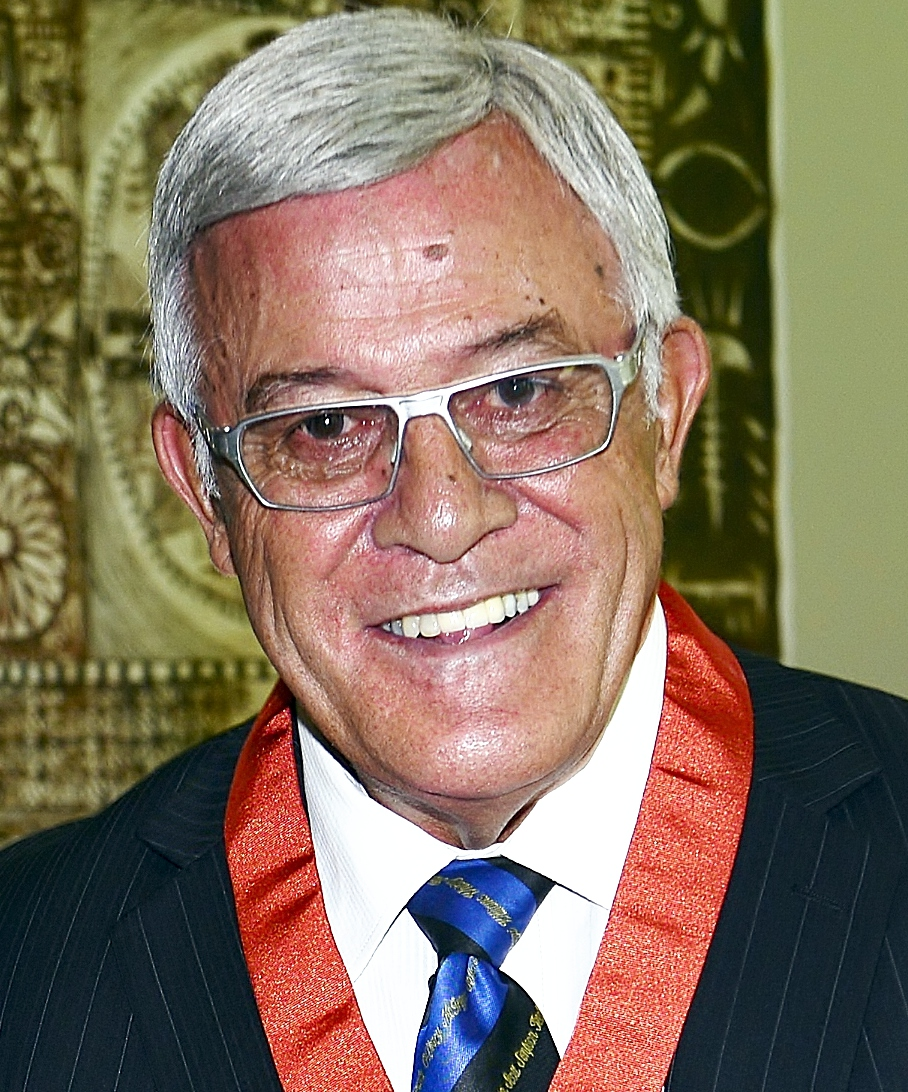
Bryan Williams (2018)

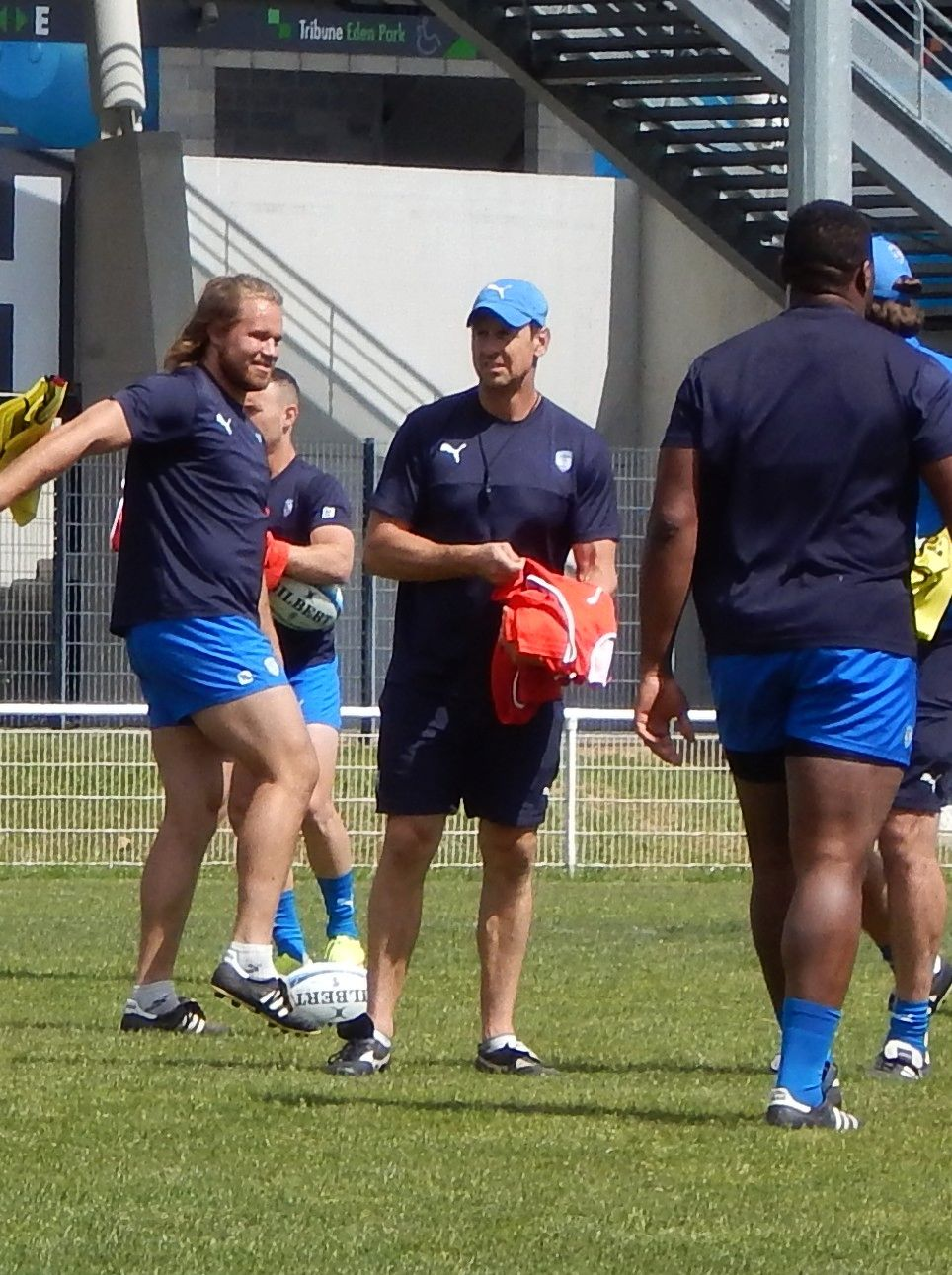
Scott Wisemantel (2016)
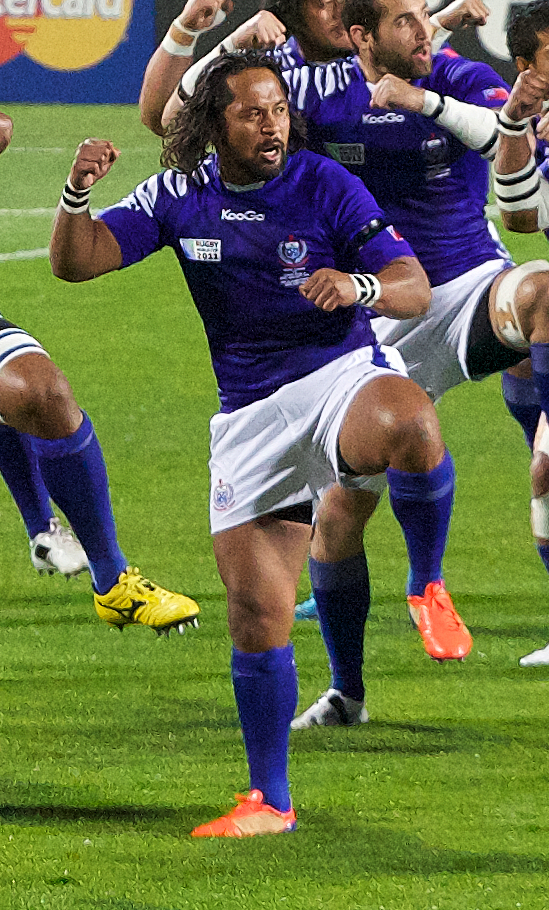
Seilala Mapusua (2011)

Samoa ernannte 1988 mit Peter Schuster erstmals einen Trainer. Seit 2024 ist der Samoaner Mahonri Schwalger samoanischer Nationaltrainer.
| Name              | Jahre     |
| ----------------- | --------- |
| Peter Schuster    | 1988–1995 |
| Bryan Williams    | 1996–1999 |
| John Boe          | 2000–2003 |
| Michael Jones     | 2004–2007 |
| Niko Palamo       | 2008–2009 |
| Titimaea Tafua    | 2009–2011 |
| Scott Wisemantel  | 2011      |
| Stephen Betham    | 2012–2015 |
| Alama Ieremia     | 2016–2017 |
| Titimaea Tafua    | 2017–2018 |
| Steve Jackson     | 2018–2020 |
| Seilala Mapusua   | 2020–2023 |
| Mahonri Schwalger | seit 2024 |